# Đồng Hòa
Đồng Hòa là một phường thuộc quận Kiến An, thành phố Hải Phòng, Việt Nam.

## Địa lý
Phường Đồng Hòa có vị trí địa lý:
- Phía đông giáp quận Lê Chân
- Phía tây giáp phường Bắc Sơn
- Phía nam giáp phường Nam Sơn và quận Dương Kinh
- Phía bắc giáp quận An Dương và quận Lê Chân.

Phường Đồng Hòa có diện tích 6,88 km², dân số năm 2023 là 34.581 người, mật độ dân số đạt 5.026 người/km².

## Lịch sử
Ngày 27 tháng 10 năm 1962, Quốc hội ban hành Nghị quyết về việc sáp nhập tỉnh Kiến An vào thành phố Hải Phòng. Khi đó, xã Đông Hòa thuộc thị xã Kiến An, thành phố Hải Phòng.
Ngày 5 tháng 3 năm 1980, Hội đồng Chính phủ ban hành Quyết định số 72-CP về việc thành lập huyện Kiến An trên cơ sở thị xã Kiến An và một phần của huyện An Thụy. Khi đó, xã Đông Hòa thuộc huyện Kiến An.
Ngày 6 tháng 6 năm 1988, Hội đồng Bộ trưởng ban hành Quyết định số 100-HĐBT về việc thành lập thị xã Kiến An thuộc thành phố Hải Phòng. Khi đó, phường Lãm Hà và xã Đồng Hòa thuộc thị xã Kiến An.
Ngày 28 tháng 8 năm 1989, Hội đồng Bộ trưởng ban hành Quyết định số 110-HĐBT về việc thành lập phường Quán Trữ trên cơ sở 333,62 ha diện tích tự nhiên và 8.314 nhân khẩu thuộc các thôn Trữ Khê, Lãm Hà và một phần của thôn Đống Khê, Lãm Khê cùng một số hộ cán bộ, công nhân viên chức, bộ đội sinh sống hai bên trục đường 10 (nay là đường Trường Chinh) của xã Đồng Hòa.
Ngày 29 tháng 8 năm 1994, Chính phủ ban hành Nghị định số 100-CP về việc:
- Thành lập quận Kiến An thuộc thành phố Hải Phòng.
- Thành lập phường Đồng Hòa trên cơ sở toàn bộ 360,55 ha diện tích tự nhiên và 6.872 nhân khẩu của xã Đông Hòa.

Phường Quán Trữ có 425,48 ha diện tích tự nhiên và 10.112 nhân khẩu.
Ngày 24 tháng 10 năm 2024, Ủy ban Thường vụ Quốc hội ban hành Nghị quyết số 1232/NQ-UBTVQH15 về việc sắp xếp đơn vị hành chính cấp huyện, cấp xã của thành phố Hải Phòng giai đoạn 2023 – 2025 (nghị quyết có hiệu lực từ ngày 1 tháng 1 năm 2025). Theo đó, sáp nhập toàn bộ 1,47 km² diện tích tự nhiên, quy mô dân số là 9.622 người của phường Quán Trữ và toàn bộ 1,87 km² diện tích tự nhiên, quy mô dân số là 13.680 người của phường Lãm Hà vào phường Đồng Hòa.
Phường Đồng Hòa có 6,88 km² diện tích tự nhiên và quy mô dân số là 34.581 người.